# Kees van Ierssel
Kees van Ierssel (* 6. prosince 1945, Breda) je bývalý nizozemský fotbalista, pravý obránce.

## Fotbalová kariéra
V nizozemské lize hrál za FC Twente. Nastoupil ve 300 ligových utkáních a dal 14 gólů. V roce 1977 vyhrál s Twente Enschede nizozemský pohár. V Poháru vítězů pohárů nastoupil v 8 utkáních a v Poháru UEFA nastoupil ve 39 utkáních a dal 1 gól. Za nizozemskou reprezentaci nastoupil v letech 1973–1974 v 6 utkáních. Byl členem nizozemské reprezentace na Mistrovství světa ve fotbale 1974, kdy Nizozemí získalo stříbrné medaile za 2. místo, ale v utkání nenastoupil.

## Ligová bilance
| Ročník                    | Zápasy | Góly | Klub      |
| ------------------------- | ------ | ---- | --------- |
| Eredivisie 1969/70        | 34     | 2    | FC Twente |
| Eredivisie 1970/71        | 34     | 2    | FC Twente |
| Eredivisie 1971/72        | 34     | 3    | FC Twente |
| Eredivisie 1972/73        | 32     | 1    | FC Twente |
| Eredivisie 1973/74        | 34     | 1    | FC Twente |
| Eredivisie 1974/75        | 20     | 1    | FC Twente |
| Eredivisie 1975/76        | 34     | 3    | FC Twente |
| Eredivisie 1976/77        | 32     | 0    | FC Twente |
| Eredivisie 1977/78        | 34     | 1    | FC Twente |
| Eredivisie 1978/79        | 12     | 0    | FC Twente |
| CELKEM 1. nizozemská liga | 300    | 14   |           |